# Ноусет
Ноусет (на английски: Nauset) известни и като индианците Кейп Код, е малко северноамериканско индианско племе, което през 1600 г. живее в 24 села в района на Кейп Код в югоизточен Масачузетс. Твърде малобройни (около 1500 души преди 1614 г.), те често са зависими от по – многобройните си съседи на запад – уампаноаг, с които споделят общ език и култура. Езика им е алгонкински, N – диалект подобен на езиците на уампаноаг, масачузет, ниантик и нарагансет. До 1621 г. от първоначалните 1500 ноусет остават всичко 500 души и този брой остава сравнително постоянен до 1675 г. След 1680 г. ноусет са събрани заедно с остатъци от други племена в района в тъй наречените проповеднически селища. От 1698 г. около 600 ноусет живеят в Машпи, където впоследствие силно се смесват с уампаноагите. В началото на 21 век техните потомци са част от федерално признатото племе Машпи – уампаноаг.

## Култура
За разлика от повечето племена в южна Нова Англия, ноусет са ориентирани повече към морето. Рибата, морски бозайници и морски дарове са основна част от храната, допълвана с лов на сухоземни бозайници и царевица, боб и тикви, отглеждани в малки количества.

## История
Тъй като живеят по крайбрежието, ноусет се срещат доста по-рано с европейците от останалите племена живеещи във вътрешността. Малко след откриването на Америка, много европейски рибарски кораби започват да посещават редовно крайбрежието на Нова Англия и за да увеличат печалбите си започват да нападат местното население и да отвличат хора, за да ги продават в робство. Затова, когато френската експедиция на Самюел дьо Шамплейн посещава Кейп Код през 1606 г. ноусет никак не са приятелски настроени. През 1614 г. капитан Томас Хънт залавя 7 ноусет и 20 патуксет – уампаноаг и по-късно ги продава като роби в Испания. Вероятно сред екипажа на Хънт е върлувала болест, която по време на нападението преминава към ноусет и уампаноаг. Разпространявайки се бързо сред местното население, тази болест убива до 75% от първоначалните жители на Нова Англия и Канадските морски провинции между 1614 г. и 1617 г.
През 1620 г. на кораба Мейфлауър пристигат първите пилигрими. Мейфлауър трябвало да акостира в устието на река Хъдсън, но силна буря го отпраща към Кейп Код. Гладни и измъчени, част от екипажа слиза на брега да търси храна. Натъкват се на едно гробище на ноусет. До гробовете намират оставени царевица и други храни. Без да се замислят, белите се нахвърлят върху храната. Ноусет научават за оскверняването на гробовете и техни войни атакуват пилигримите. Впоследствие обаче вождовете решават, че ще е по – добре да снабдят белите с храна и да ги отпратят на юг. Вместо това обаче, Мейфлауър поема през залива и разтоварва своя товар от колонисти в Плимут. Отначало англичаните не навлизат в родината на ноусет, но през 1622 г. малка общност се установява в Уегусет и може би от тях тръгва епидемия, която покосява ноусет през 1623 г. Между 1640 и 1675 г. на мисионерът Джон Елиът успява да покръсти повечето ноусет и за разлика от другите индианци християни те не се присъединяват към въстанието на Крал Филип през 1675 г. След въстанието ноусет се смесват с останките от други племена в тъй наречените проповеднически селища. От 1698 г. около 600 ноусет са концентрирани в Машпи, където епидемия през 1710 г. ги намалява до 300. В следващите години общността в Машпи силно се смесва с уампаноагите и белите започват да я свързват с това племе. В края на 20 век от 1400те записани членове на федерално признатото племе Машпи – уампаноаг, почти половината са потомци на ноусет.